# Oliver Scarles
Oliver James Scarles (Bromley, 12 dicembre 2005) è un calciatore inglese, difensore del West Ham Utd.

## Carriera

### Club
È cresciuto nel settore giovanile del West Ham Utd, con cui ha debuttato il 3 novembre 2022 nell'incontro della fase a gironi di Conference League vinto 3-0 contro il FCSB. Nel 2024 è stato promosso in prima squadra ed il 16 dicembre ha debuttato in Premier League nell'incontro pareggiato 1-1 contro il Bournemouth.

### Nazionale
Nel 2018 ha giocato con le nazionali giovanili inglesi Under-16, Under-17 ed Under-18.

## Statistiche

### Presenze e reti nei club
Statistiche aggiornate al 18 gennaio 2025.
| Stagione        | Squadra         | Campionato      | Campionato | Campionato | Coppe nazionali | Coppe nazionali | Coppe nazionali | Coppe continentali | Coppe continentali | Coppe continentali | Altre coppe | Altre coppe | Altre coppe | Totale | Totale | Totale |
| Stagione        | Squadra         | Comp            | Pres       | Reti       | Comp            | Pres            | Reti            | Comp               | Pres               | Reti               | Comp        | Pres        | Reti        | Pres   | Reti   |        |
| --------------- | --------------- | --------------- | ---------- | ---------- | --------------- | --------------- | --------------- | ------------------ | ------------------ | ------------------ | ----------- | ----------- | ----------- | ------ | ------ | ------ |
| 2022-2023       | West Ham Utd    | PL              | 0          | 0          | FACup+CdL       | 0               | 0               | UECL               | 1                  | 0                  | -           | -           | -           | 1      | 0      |        |
| 2023-2024       | West Ham Utd    | PL              | 0          | 0          | FACup+CdL       | 0               | 0               | UEL                | 0                  | 0                  | -           | -           | -           | 0      | 0      |        |
| 2024-2025       | West Ham Utd    | PL              | 11         | 0          | FACup+CdL       | 1+0             | 0               | -                  | -                  | -                  | -           | -           | -           | 12     | 0      |        |
| Totale carriera | Totale carriera | Totale carriera | 11         | 0          |                 | 1               | 0               |                    | 1                  | 0                  |             | -           | -           | 13     | 0      |        |

## Palmarès

### Club

#### Competizioni giovanili
- FA Youth Cup: 1

West Ham: 2022-2023

#### Competizioni internazionali
- UEFA Conference League: 1

West Ham: 2022-2023